# Gheorghe Ciprian

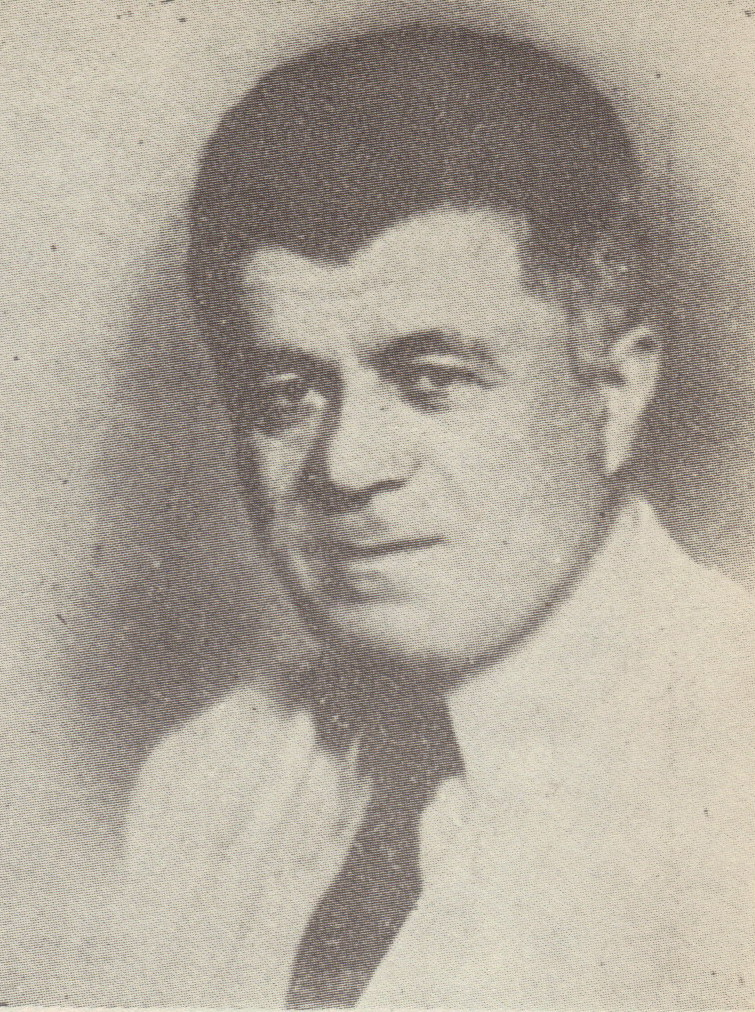
George Ciprian1

Gheorghe Ciprian, eigentlich George Constantinescu, auch: George Ciprian, (* 5. Juni 1883 in Buzău; † 7. April 1968 in Bukarest) war ein rumänischer Dramatiker.

## Herkunft und Leben
Ciprian entstammte einer griechischen Bäckersfamilie und zog bald mit seiner Mutter nach Bukarest. An der dortigen Gheorghe Lazăr Schule lernte er den späteren Futuristen Vasile Voiculescu und den Schreiber absurder Prosa, Urmuz, den späteren Vorreiter rumänischer Avantgarde, kennen. Anschließend studierte er am Bukarester Konservatorium unter Constantin Nottara. 1907 war sein Theater-Debüt im Nationaltheater von Craiova.
Sein erstes selbstgeschriebenes Stück Omul cu mârțoaga (zu Deutsch: Der Mann und sein Gaul) hatte 1927 erfolgreich Premiere.
Sein wohl bekanntestes Stück Capul de rățoi (Premiere 1940, zu Deutsch: Der Erpelkopf) ist durch seine Freundschaft mit Urmuz inspiriert. Durch seinen absurden Humor und deren Angriffe auf das Bürgerlich-Etablierte ist dieses Stück der rumänischen Avantgarde zuzurechnen und gilt als frühes Beispiel des absurden Theaters, also einer Form des Theaters, mit dem Eugène Ionesco und Samuel Beckett später berühmt geworden sind.
Zum Ende seines Lebens veröffentlichte er eine Autobiographie, Măscărici și Mâzgălici, in welcher er laut Eigenaussage unter anderem verschiedene Textversionen von Urmuz verwendete.
Das Theater seiner Heimatstadt Buzău trägt zu seinen Ehren seinen Namen.

## Fotos

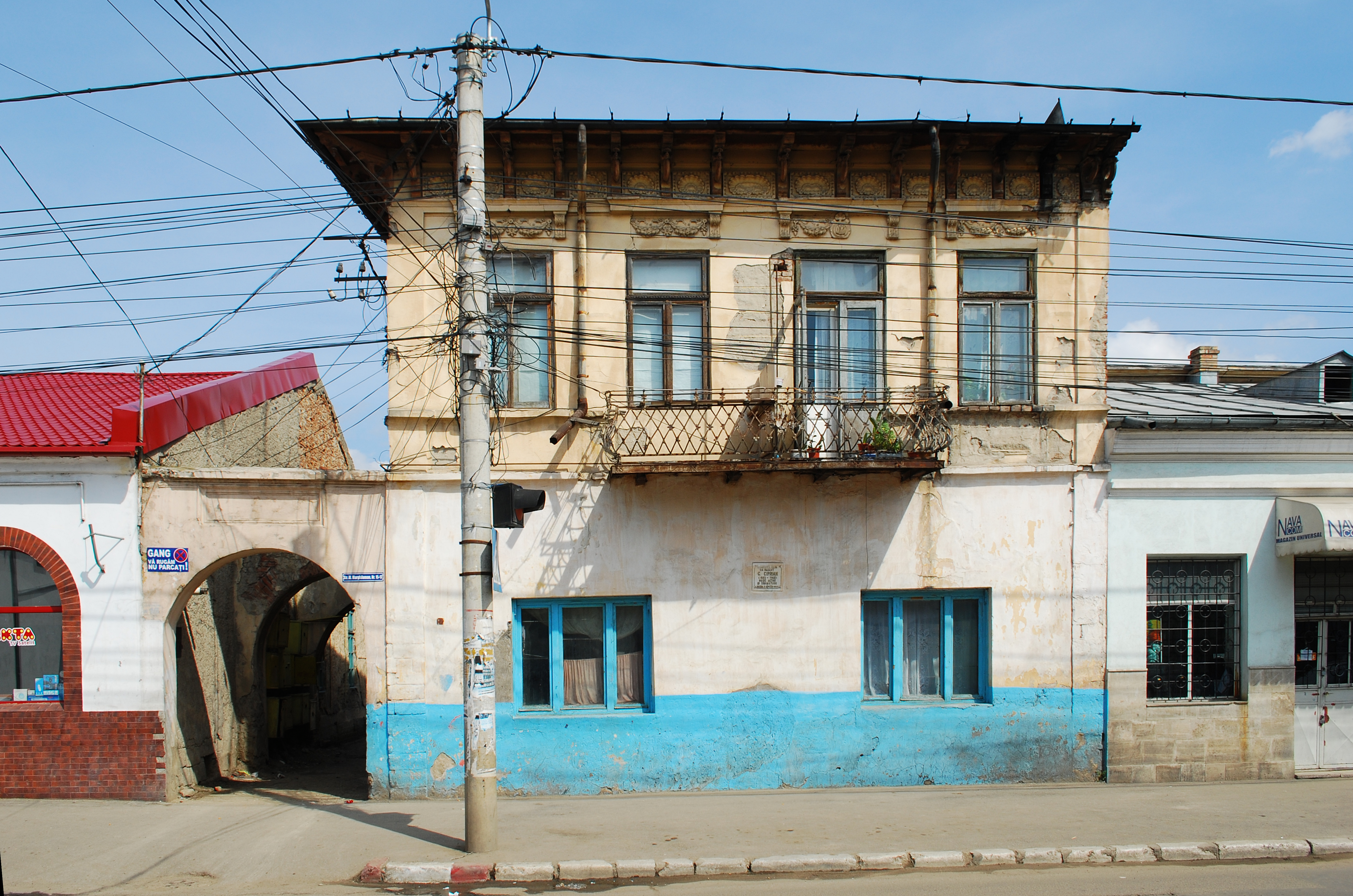
Geburtshaus in Buzău
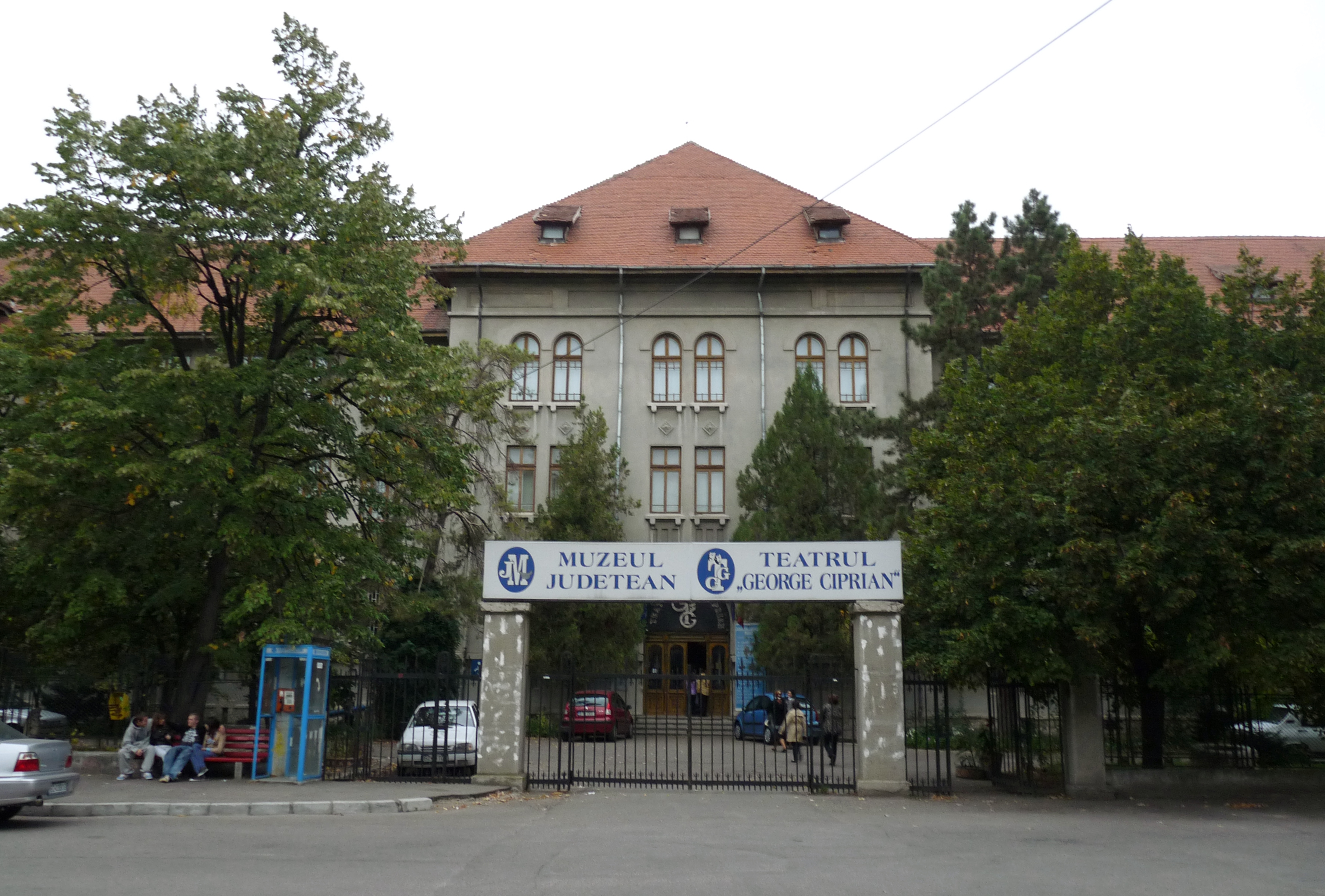
Gheorghe-Ciprian-Theater in Buzău